# 바다뱀자리 은하단
바다뱀자리 은하단(Hydra cluster)은 바다뱀자리에 있는 은하단이다. 100여개의 은하가 모여 있으며, 중심 은하는 NGC 3309로 +11.9등급이다. 나머지는 그보다 더 어둡다.